# Bymarkskyrkan
Bymarkskyrkan är en kyrkobyggnad som tillhör Jönköpings församling.

## Kyrkobyggnadens historik
Bymarken, en stadsdel i Jönköping, erhöll en egen kyrka 1935. För ritningarna svarade Göran Pauli, stadsarkitekt i Jönköping, biträdd av Johan Snygg. 1935 fick kyrkan sitt nuvarande namn från att tidigare ha hetat Bymarkens församlingshem. 1973 och 1997 byggdes kyrkan om. Vid senare tillfället installerades en hiss.

## Inventarier
- Dopfunten i trä, har tillverkats 1936 hos Rydells snickerifabrik i Ölmstad. I funten finns en dopskål av tenn tillverkad 1936 av ciselörfirman Borg i Jönköping.
- Altaret och predikstolen från 1973 har utförts av inredningsarkitekt Gemfeldt.
- I klockstapeln hänger en klocka som gjutits på M & O Ohlssons gjuteri i Ystad.

### Orgel
- 1956 byggde Åkerman & Lund, Knivsta en mekanisk orgel.

| Manual          |
| Gedackt 8'      |
| Rörflöjt 4'     |
| Principal 2'    |
| Sifflöjt 1 1/3' |
| Scharf 2-3 ch   |

- Orgeln på sju stämmor byggdes 1983 av orgelfirman Robert Gustavsson i Härnösand.